# Сетон, Джордж, 5-й граф Уинтон
Джордж Сетон, 5-й граф Уинтон (ок. 1678 — 19 декабря 1749, Рим) — шотландский дворянин, принимавший участие в восстании якобитов 1715 года, поддерживая «старого претендента» Джеймса Стюарта. Захваченный англичанами, Джордж Сетон был осужден и приговорен к смертной казни, но бежал и остаток жизни прожил в изгнании.

## Ранняя жизнь
Старший сын Джордж Сетона, 4-го графа Уинтона (1642—1704), и его второй жены Кристиан Хепберн. В марте 1704 года после смерти своего отца Джордж Сетон унаследовал титулы 5-го графа Уитона и 10-го лорда Сетона.
Изначально Джордж Сетон был воспитан, чтобы занять свое законное место главы и наследника семьи Сетон. С этой целью его отец даровал ему баронство Сетон в очень раннем возрасте и хорошо обеспечил его, чтобы он получил образование в лучших школах Европы. К сожалению, он не был расположен к развлечениям, как многие поколения семьи, и не проявлял интереса к политическим делам своей страны до более позднего периода своей жизни, что причинило его отцу большие страдания и горе и создало раскол в семье. После этого Джордж отправился путешествовать по Европе и погрузился в жизнь, полную безвестности. Некоторое время он работал учеником кузнеца во Фландрии, хотя поддерживал связь с делами семьи через доверенного слугу в доме Сетонов в Шотландии.
Он путешествовал за границей, когда умерли его родители, и «никто не знал, где его найти, пока несчастный случай не привел к открытию». В мемуарах Маки говорится, что он «был в Риме, когда умер его отец». Похоже, что ему, как и всей его семье, давали какое-то образование и исследования, а также он путешествовал; а в 1708 году Роберт Колдер, служитель епископальной церкви Шотландии, посвятил ему свое издание Подлинных посланий святого Игнатия.

## Восстание 1715 года
Джордж Сетон был одним из первых шотландских дворян, принявших активное участие в восстании 1715 года, призванном вернуть на престол изгнанную семью Стюартов. «Он взял с собой триста человек под знамя Джеймса Стюарта; но, похоже, он нес с собой вспыльчивый и решительный характер, возможно, сопровождавший благородные качества, но опасный атрибут в трудные времена».
Семья Сетон всегда отличалась своей лояльностью и привязанностью к старой церкви, и последний граф, хотя и отрекся от католической веры, твердо придерживался политических убеждений своих предков. Он мирно жил в своем особняке в Сетоне, когда вспыхнуло восстание 1715 года. Его участие в восстании было ускорено обращением с ним со стороны отряда Лотианской милиции, которая насильно проникла в его особняк в Сетоне и ограбила его, как он утверждал на суде, «из личной обиды и мести». «Самые священные места, — добавляет он, — не избежали их ярости и негодования. Они ворвались в его часовню, осквернили памятники его предков, разобрали камни с их могил, проткнули их тела железом и обращались с ними самым варварским, бесчеловечным и нехристианским образом». После этого события граф поднял оружие против правительства, принял на себя командование конным отрядом, состоявшим в основном из джентльменов, принадлежащих к Ист-Лотиану, и присоединился к нортумбрийским повстанцам под командованием Томаса Форстера и графа Дервентуотера. Их численность впоследствии была увеличена отрядом горцев под командованием бригадного генерала Уильяма Макинтоша, который сформировал соединение с ними в Келсо.
Английские повстанцы настаивали на переносе войны в Англию, где они ожидали подкрепления со стороны якобитов и католиков в северных и западных графствах. Шотландцы предложили овладеть Дамфрисом, Эром, Глазго и другими городами на юге и западе Шотландии и атаковать герцога Аргайла, находившегося под Стерлингом, во фланг и тыл, в то время как граф Мар атаковал его армия впереди. Однако английская часть повстанческих сил продолжала осуществлять свой план, несмотря на упорное сопротивление шотландцев, и особенно горцев, которые подняли мятеж против английских офицеров. Граф Уинтон так решительно не одобрял этот план, что покинул армию со значительной частью своего войска и двинулся на север, когда его настиг гонец из повстанческого совета, который умолял его вернуться. Он ответил: «После поколений никогда не будет сказано, что граф Уинтон предал интересы короля Джеймса или благо своей страны». Затем, зажав свои уши, он добавил: «Вы или любой другой человек будете иметь право вырезать их из моей головы, если мы все не покаемся в этом». Но хотя этот молодой дворянин (ему было всего двадцать пять лет) снова присоединился к повстанческим силам, с тех пор он перестал проявлять какой-либо интерес к их обсуждениям и дебатам. Преподобный Роберт Паттен, исполнявший обязанности капеллана у повстанцев, а впоследствии написавший историю восстания, действительно утверждает, что графа «никогда впоследствии его не вызывали на какой-либо военный совет, и к нему пренебрегали по-разному, часто ему не предоставляли помещения, а иногда и очень плохие, не подходящие для дворянина его семьи; тем не менее, будучи втянутым в это, он решил идти вперед и развлекался с любой компанией, рассказывая множество приятных историй о своих путешествиях и о своей неизвестной и незаметной жизни с кузнецом во Франции, у которого он несколько лет служил сильфонщиком и помощником, пока он не узнал о смерти своего отца и о том, что его наставник сообщил, что он умер, после чего он решил вернуться домой, и когда там встретил холодный прием».

## Арест и суд
Шотландская армия, продвинувшись в Англию вопреки совету лорда Уинтона, капитулировала в Престоне, в Ланкашире, после ожесточенного сражения 14 ноября 1715 года. Граф с великой храбростью сражался на баррикадах Престона, но в конце концов был вынужден сдаться вместе с другими повстанцами, был доставлен в плен в Лондон и заключен в Лондонский Тауэр. Он предстал перед судом Палаты лордов 15 марта 1716 года и защищался с немалой изобретательностью. Верховный стюард лорд Купер с некоторой резкостью отклонил свои возражения против обвинительного заключения. Среди семидесяти пяти сдавшихся «знатных узников», помимо главы семьи, были Джордж Сетон из Барнса, титулярный граф Данфермлин, и сэр Джордж, поселившиеся в Тауэре. Его судили отдельно от других дворян, заявив, что он «невиновен» — только один сделал это, так как было бы недостойно сетона признать себя (даже конструктивно) предателем и отдаться на милость короля Георга. Другими шотландскими лордами были граф Нитсдейл, граф Карнуэт, виконт Кенмур и барон Нэрн. Признание себя «виновным» рассматривалось строгими богословами как отречение от своего законного суверена — Якова III. Лорд Уинтон защищался мужественно и умело; но, конечно, был приговорен к смерти. Это было 19 марта 1716 года.
Характер лорда Уинтона был очень оригинальным, и его оклеветали враги и неправильно поняли друзья, как будто его мольбы и защита, столь свойственные ему самому, были признаками неуравновешенного ума. Сэр Вальтер Скотт опровергает эти инсинуации: «Но, если судить по его поведению во время восстания, лорд Уинтон, по-видимому, проявил больше здравого смысла и благоразумия, чем большинство участников этого злосчастного дела». Пока он сидел в Тауэре под приговором, верный слуга сумел снабдить его напильником или другим небольшим инструментом (некоторые говорят, что это была всего лишь часовая пружина), с помощью которого он умудрился прорезать оконные решетки в своей камере и сбежал. Это было 4 августа 1716 года, около 9 часов ночи. Граф благополучно добрался до Франции и в конце концов добрался до Рима.

## Изгнание и смерть
Среди рукописей, хранящихся в архивах Великой Ложи Шотландии, есть протоколы ложи шотландских масонов, существовавшие в Риме в 1735, 1736 и 1737 годах, из которых мы узнаем, что граф Уинтон сам был принят в масоны согласно имя (которое он принял в честь своего достижения) Джорджа Сетона Уинтона на встрече, состоявшейся в Корсо в Риме 16 августа 1735 года.
Предполагается, что он умер там, неженатым, 19 декабря 1749 года, когда ему было более семидесяти лет.
«Таким образом прекратился, — говорит сэр Роберт Дуглас, — один из главных домов в Великобритании, просуществовавший более 600 лет в Ист-Лотиане и оттуда распространившийся на несколько процветающих ветвей в Шотландии».